# Cafè de Dalt
Cafè de Dalt és una obra eclèctica de Castellterçol (Moianès) inclosa a l'Inventari del Patrimoni Arquitectònic de Catalunya.

## Descripció
Aquesta casa està situada en el centre històric de Castellterçol. És una casa entre mitgeres que consta de planta baixa, pis i golfes. La façana és de composició simètrica però resta inacabada. Els elements formals com el trencaaigües, els ràfecs, les motllures i les mènsules són propis del llenguatge eclèctic.